# Punct cuantic

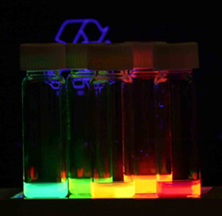
Puncte cuantice coloide iradiate cu lumină UV. Punctele cuantice de dimensiuni diferite emit culori diferite de lumină datorită confinării cuantice.

Punctele cuantice (în engleză quantum dots, QD) sau nanocristalele semiconductoare sunt particule semiconductoare de dimensiuni nanometrice, având proprietăți optice și electronice distincte față de particulele mai mari datorită efectelor cuantice. Ele reprezintă un subiect central în nanotehnologie și știința materialelor. Când un punct cuantic este iluminat de lumină UV, un electron din punctul cuantic poate fi excitat într-o stare de energie mai mare. În punctele cuantice semiconductoare, acest proces corespunde tranziției unui electron din banda de valență în banda de conducție. Electronul excitat poate reveni ulterior în banda de valență, eliberând energie sub formă de lumină. Această emisie de lumină (fotoluminiscență) depinde de diferența de energie dintre banda de conducție și banda de valență, sau de tranziția între stările de energie discrete atunci când structura de bandă devine insuficient definită în QD.
Materialele semiconductoare la scară nanometrică confinează fie electronii, fie golurile de electroni. Acest proces de confinare este similar modelului unei particule într-o cutie tridimensională. Caracteristicile de absorbție și emisie ale punctelor cuantice corespund tranzițiilor între niveluri de energie discrete, permițând analogia cu spectrele atomice. Din acest motiv, punctele cuantice sunt uneori denumite atomi artificiali, subliniind stările lor electronice discrete, asemănătoare atomilor sau moleculelor naturale. Funcțiile de undă electronice din punctele cuantice au fost demonstrate a semăna cu cele din atomii reali. Prin cuplarea a două sau mai multe puncte cuantice, se poate crea o moleculă artificială, care prezintă hibridizare chiar și la temperatura camerei. Asamblarea precisă a punctelor cuantice poate forma rețele care se comportă ca materiale solide artificiale, cu proprietăți unice optice și electronice.
Punctele cuantice prezintă proprietăți intermediare între semiconductoarele în volum și atomii sau moleculele discrete. Proprietățile lor optoelectronice variază în funcție de dimensiune și formă. Punctele cuantice mai mari, de 5–6 nm, emit lungimi de undă mai mari, rezultând culori precum portocaliu sau roșu. Cele mai mici, de 2–3 nm, emit lungimi de undă mai scurte, cum ar fi albastru și verde, deși aceste culori specifice depind de compoziția exactă a punctului cuantic.
Aplicațiile potențiale ale punctelor cuantice includ tranzistori cu un singur electron, celule solare, LED-uri, lasere, surse de fotoni unici, generare de armonici superioare, calcul cuantic, cercetări în biologia celulară, microscopie, și imagistica medicală. Datorită dimensiunii lor mici, unele puncte cuantice pot fi suspendate în soluții, permițând utilizarea lor în imprimarea cu jet de cerneală și acoperirea prin rotire. Au fost folosite, de asemenea, în pelicule subțiri Langmuir–Blodgett, ceea ce oferă metode mai economice și rapide pentru fabricarea de semiconductori.

## Structuri cu nucleu/înveliș și nucleu/înveliș dublu
Punctele cuantice sunt, de obicei, acoperite cu liganzi organici, precum acidul oleic, pentru a controla creșterea, a preveni aglomerarea și a facilita dispersia în soluție. Totuși, aceste acoperiri organice pot duce la recombinarea non-radiativă după fotogenerare, ceea ce înseamnă că purtătorii de sarcină pot fi disipați fără emisia de fononi reducând randamentul cuantic. Pentru a combate acest efect, un strat semiconductor este adăugat în jurul nucleului punctului cuantic. În funcție de diferențele de energie dintre materialele nucleului și învelișului, proprietățile fluorescente pot fi ajustate. Ajustarea grosimii fiecărui strat și a dimensiunii totale a punctelor cuantice influențează lungimea de undă a emisiilor fotoluminiscente. Efectul de confinare cuantică tinde să deplaseze spectrele de emisie către lungimi de undă mai scurte (albastru) pe măsură ce punctul cuantic devine mai mic.
Există patru categorii majore de heterostructuri de puncte cuantice: tip I, tip invers I, tip II și tip invers II. În punctele cuantice de tip I, un nucleu semiconductor este încapsulat într-un material cu o diferență de energie mai mare, ceea ce poate îmbunătăți randamentul cuantic prin pasivizarea locurilor de recombinare non-radiativă. În cazul punctelor de tip invers I, stratul învelișului semiconductor are o diferență de energie mai mică, delocalizând purtătorii de sarcină. În punctele de tip II, separarea purtătorilor de sarcină are loc între nucleu și înveliș, influențând emisia fotoluminiscentă.
Unul dintre motivele pentru scăderea performanței punctelor cuantice poate fi atribuit tensiunii fizice exercitate asupra rețelei cristaline. Într-un studiu în care punctele cuantice de tip ZnSe/ZnS (tip I) și ZnSe/CdS (tip II) au fost comparate, diametrul nucleului neacoperit de ZnSe (obținut prin microscopie electronică de transmisie - TEM) a fost comparat cu diametrul nucleului acoperit (calculat prin modelul de aproximație a masei eficiente), pentru a înțelege mai bine efectul tensiunii nucleu-înveliș. Heterostructurile de tip I au fost găsite că induc tensiune de compresie, „strângând” nucleul, în timp ce heterostructurile de tip II au avut efectul de a întinde nucleul sub tensiune de tracțiune. Deoarece proprietățile fluorescente ale punctelor cuantice sunt dictate de dimensiunea nanocristalelor, schimbările induse în dimensiunile nucleului pot duce la o deplasare a lungimii de undă de emisie. Acest lucru subliniază necesitatea unui strat semiconductor intermediar pentru a rectifica nepotrivirea rețelei și a îmbunătăți randamentul cuantic.
Un astfel de sistem nucleu/înveliș dublu este nanocristalul CdSe/ZnSe/ZnS. Într-un studiu care compară nanocristalele CdSe/ZnS și CdSe/ZnSe, s-a constatat că primele au un randament fotoluminiscent (PL) de 84% comparativ cu cele din urmă, din cauza nepotrivirii rețelei. În cazul sistemului cu înveliș dublu, după sinteza nucleului CdSe, un strat de ZnSe a fost adăugat înainte de aplicarea unui înveliș exterior de ZnS, rezultând o îmbunătățire a eficienței fluorescente cu 70%. În plus, aceste straturi suplimentare au îmbunătățit rezistența nanocristalelor împotriva foto-oxidării, prevenind degradarea spectrelor de emisie.
De asemenea, este o practică obișnuită ca tehnicile de pasivizare a suprafeței să fie aplicate acestor sisteme nucleu/înveliș dublu. Așa cum s-a menționat anterior, acidul oleic este un ligand organic utilizat frecvent pentru a promova stabilitatea coloidală și a controla creșterea nanocristalelor. El poate fi utilizat chiar și pentru inițierea unui al doilea ciclu de schimb de liganzi și funcționalizare a suprafeței. Totuși, din cauza efectului dăunător pe care liganzii organici îl pot avea asupra eficienței fotoluminiscente, au fost realizate cercetări suplimentare pentru a dezvolta puncte cuantice complet anorganice. Într-un astfel de studiu, nanocristalele complet anorganice luminescente intens (ILAN) au fost sintetizate printr-un proces de schimb de liganzi, înlocuind sărurile metalice cu liganzii de acid oleic. S-a constatat că aceste nanocristale au randamente cuantice fotoluminiscente comparabile cu punctele cuantice existente care emit în roșu și verde.

## Producție

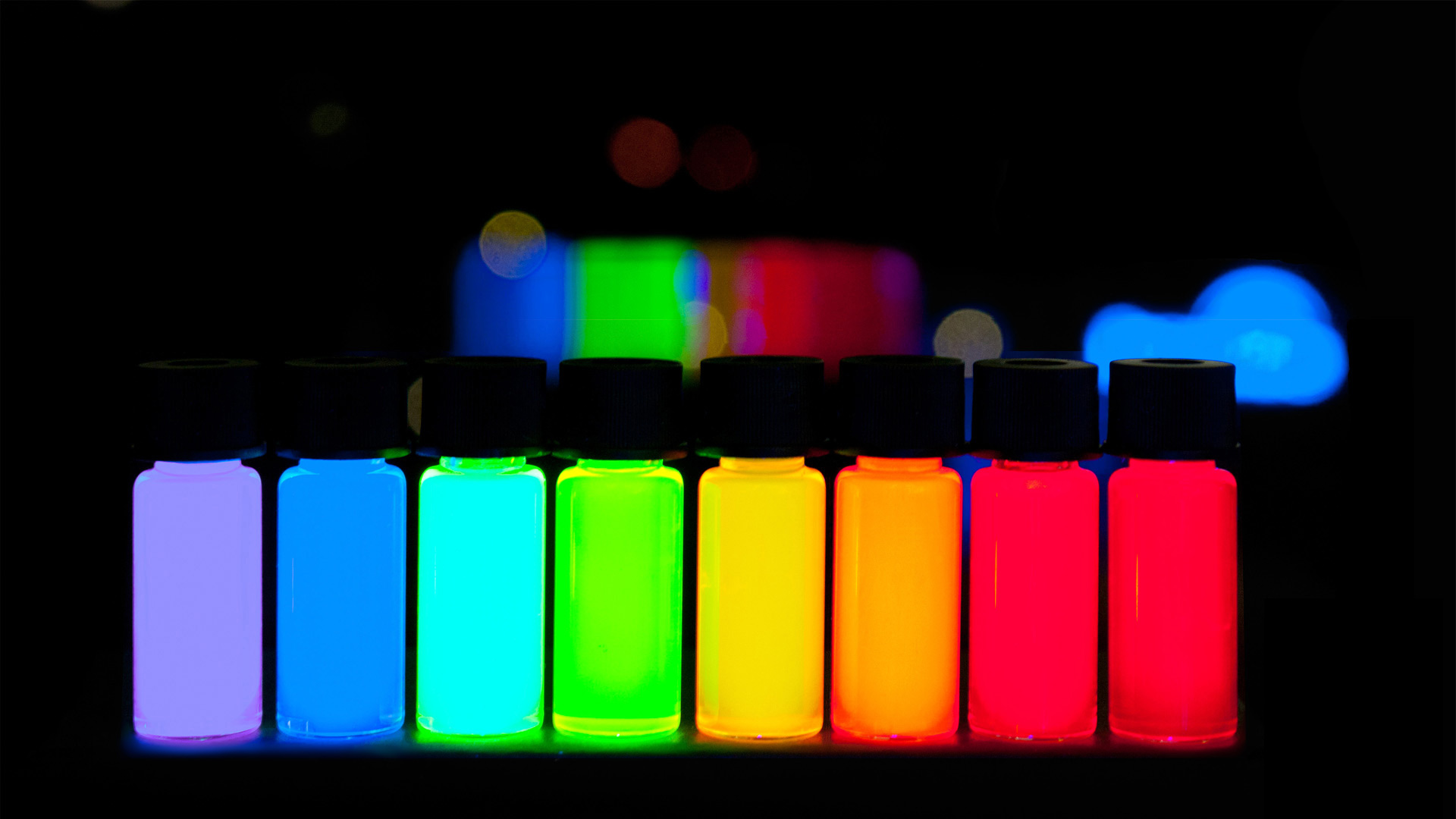
Puncte cuantice cu emisie treptat de la violet la roșu intens

### Sinteza coloidală
Nanocristalele semiconductoare coloidale sunt produse prin sinteză din soluții, similar cu alte procese chimice. Diferența majoră este că produsul final nu precipită sub formă de solid în masă și nu rămâne complet dizolvat. Prin încălzirea soluției la temperaturi ridicate, precursorii chimici se descompun formând monomeri care ulterior nuclează și formează nanocristale. Controlul temperaturii și al concentrației monomerilor este esențial pentru a obține dimensiuni uniforme și stabilitate. În funcție de concentrația de monomeri, este un alt factor critic care trebuie controlat riguros în timpul creșterii nanocristalelor. Procesul de creștere a nanocristalelor poate avea loc în două regimuri diferite: „focalizare” și „defocalizare”. La concentrații mari de monomeri, nanocristalele se pot dezvolta sub două regimuri: „focalizare” (în care particulele mici cresc mai repede) și „defocalizare” (în care particulele mari domină creșterea).
Metode coloidale permit producerea multor tipuri de semiconductoare, incluzând compuși binari precum seleniura de plumb (PbSe), seleniura de cadmiu (CdSe), sulfura de cadmiu și arseniura de indiu (InAs). În plus, recent s-au realizat progrese în sinteza punctelor cuantice coloidale de perovskit, care oferă noi oportunități în domeniul nanomaterialelor. Dimensiunile punctelor cuantice tipice variază între 2 și 10 nanometri, iar la o scară de 10 nm, aproape 3 milioane de astfel de puncte ar putea fi aliniate într-o singură linie pe lățimea unui deget uman.

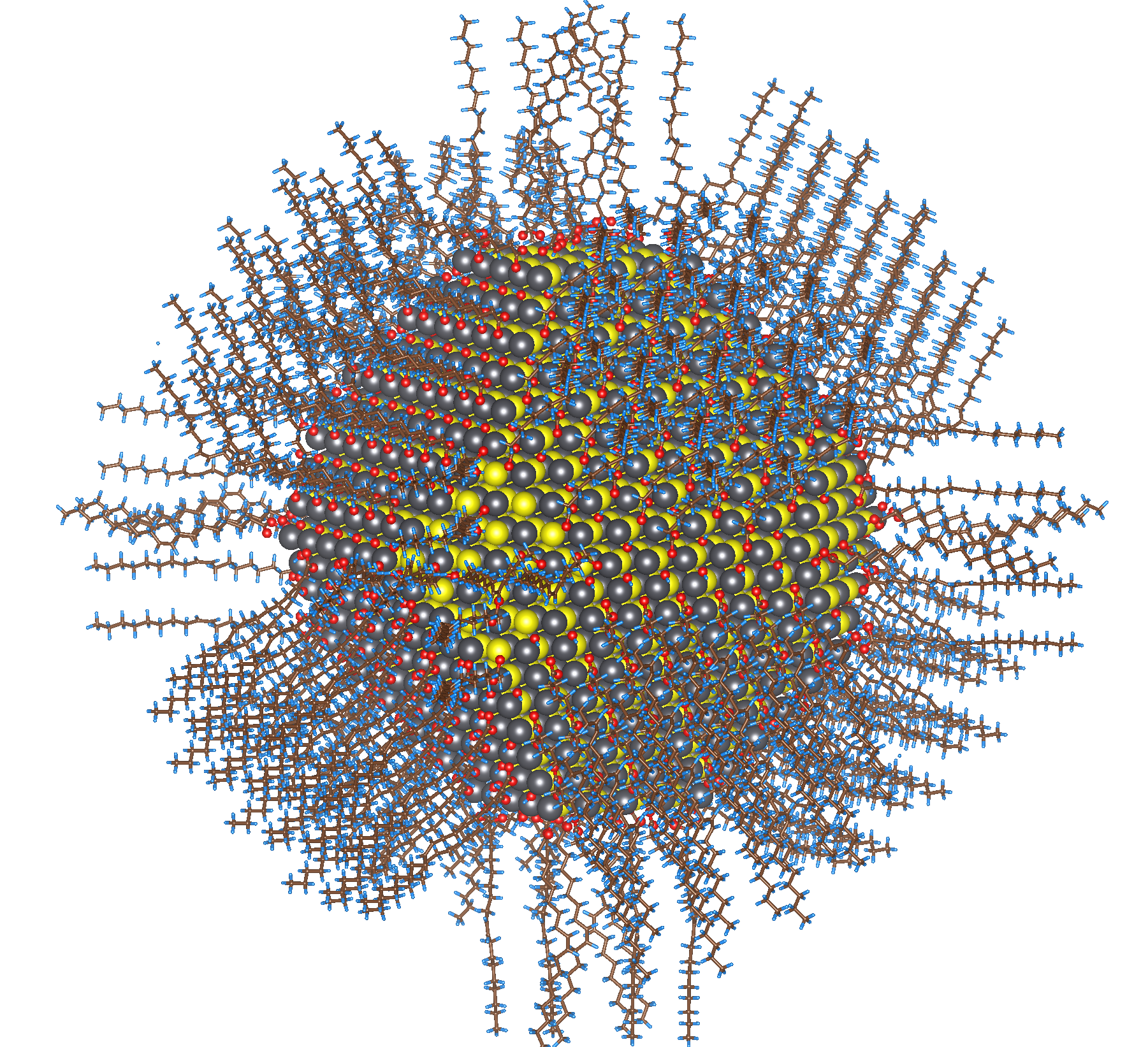
Imagine idealizată a nanoparticulei coloidale de sulfură de plumb (selenidă) cu pasivare completă de către acid oleic, oleil amină și liganzi hidroxil (dimensiune ≈5) nm)

### Sinteza prin plasmă
Sinteza prin plasmă a devenit una dintre metodele preferate pentru producția de puncte cuantice, în special pentru materiale cu legături covalente, cum ar fi siliciul și germaniul. Această metodă permite un control precis asupra dimensiunii, formei și compoziției punctelor cuantice. Punctele cuantice obținute sunt de obicei sub formă de pulbere și pot fi dispersate în solvenți organici sau în apă, în funcție de necesitățile aplicațiilor.

### Fabricarea punctelor cuantice

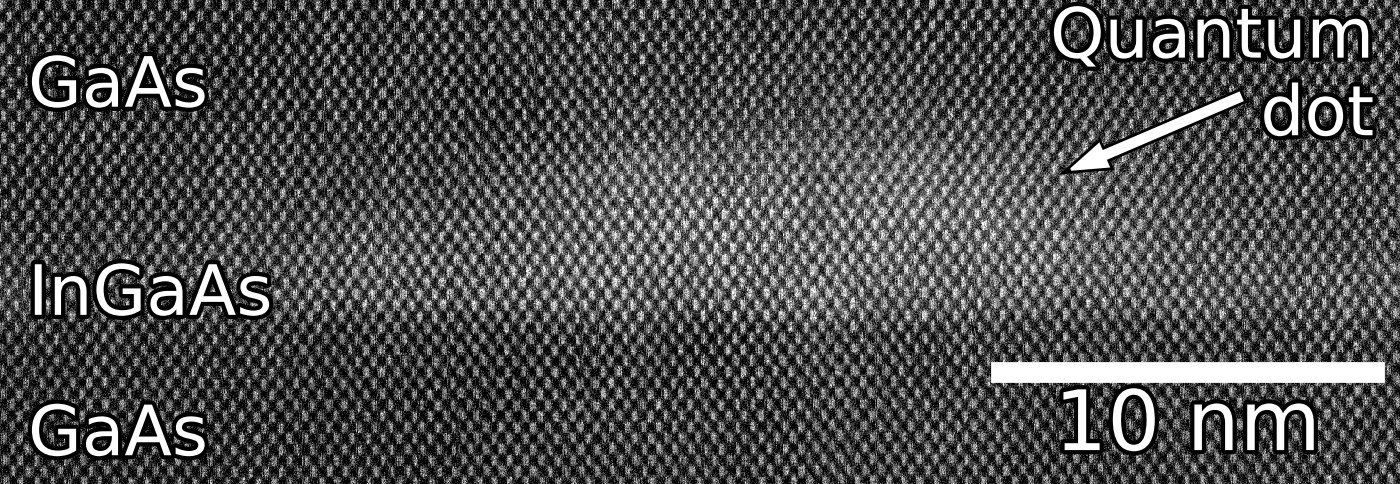
Imagine cu microscopia electronică de transmisie cu scanare la rezoluție atomică a unui punct cuantic de arseniură de galiu indiu (InGaAs) îngropat în arseniură de galiu (GaAs)

Punctele cuantice pot fi fabricate folosind mai multe metode, inclusiv electrozi externi, doping, tensiune sau impurități. Punctele cuantice autoasamblate au de obicei dimensiuni între 5 și 50 nm, în timp ce cele definite litografic sau prin gravare pe gaze bidimensionale pot avea dimensiuni laterale între 20 și 100 nm.
- Un exemplu de structură nucleu-înveliș este reprezentat de punctele cuantice CdSe sau PbS/ZnS. Pasivizarea suprafeței prin învelișuri sub-monostrat este o tehnică eficientă pentru îmbunătățirea proprietăților optoelectronice și stabilitatea punctelor cuantice.[48]
- Punctele cuantice apar uneori spontan în structuri de puțuri cuantice din cauza fluctuațiilor de monostrat în grosimea puțului.

- Punctele cuantice autoasamblate se formează spontan în anumite condiții, în special în timpul tehnicilor de epitaxie cu fascicul molecular (MBE) și epitaxie din vapori organici metalici (MOVPE). Aceste metode implică creșterea unui material pe un substrat cu o nepotrivire de rețea, ceea ce generează tensiuni și determină formarea insulelor tridimensionale pe un strat subțire bidimensional (strat de umectare). Această metodă de creștere este cunoscută sub denumirea de creștere Stranski-Krastanov.[49] Insulele formate pot fi îngropate sub un alt material pentru a forma puncte cuantice. De exemplu, punctele cuantice de arseniură de galiu indiu (InGaAs) crescute pe substraturi de arseniură de galiu (GaAs) sunt utilizate[50] pentru aplicații precum criptarea cuantică (surse de fotoni unici) și calculul cuantic. Dezavantajele principale ale acestei metode includ costurile ridicate de fabricație și lipsa controlului precis asupra poziționării punctelor cuantice individuale.
- Punctele cuantice laterale sunt create în gaze electronice bidimensionale sau de goluri, aflate în puțuri cuantice dopate la distanță sau în heterostructuri semiconductoare. Suprafața mostrei este acoperită cu un strat subțire de rezist, urmat de litografie cu fascicul de electroni pentru a defini un model lateral. Acest model este transferat către gazul de electroni sau de goluri prin gravare sau depunerea electrozilor metalici. Aceste puncte cuantice sunt studiate în special pentru transportul electronic sau de goluri și pentru utilizarea lor ca qubiți de spin.[51] Un avantaj major al acestui tip de puncte cuantice este că spectrul lor de energie poate fi proiectat prin ajustarea dimensiunii geometrice, formei și forței potențialului aplicat prin electrozii de poartă.
- Punctele cuantice pe bază de tehnologie CMOS (semiconductori metal-oxid complementar) pot fi fabricate din siliciu. Tranzistorii CMOS ultra-mici (20 nm × 20 nm) se comportă ca puncte cuantice individuale la temperaturi criogenice, între -269 °C (4 K) și -258 °C (15 K). Aceste tranzistoare prezintă blocaj Coulomb, unde electronii sau golurile sunt injectate în mod discret în canalul tranzistorului, controlat de tensiunea de poartă.[52]

### Asamblare virală
Asamblarea virală folosește virusuri bacteriofage modificate genetic, precum M13, pentru a crea structuri biocompozite de puncte cuantice. Virusurile pot recunoaște suprafețe semiconductoare specifice, iar forma lor cristalină lichidă poate fi ajustată prin controlul concentrațiilor și condițiilor de soluție.Această metodă permite crearea de pelicule autoasamblate din virusuri și materiale anorganice, precum ZnS.

### Asamblarea electrochimică
Asamblarea electrochimică implică crearea unor șabloane prin reacții ionice la interfața electrolit-metal, conducând la autoasamblarea nanostructurilor, inclusiv a punctelor cuantice, care pot fi gravate pe un substrat pentru aplicații.

### Fabricare în masă
Fabricarea punctelor cuantice în cantități mari se bazează pe injecția duală la temperatură înaltă, metodă folosită de companii pentru a produce sute de kilograme până la tone de puncte cuantice. Această metodă poate fi aplicată pentru o gamă largă de dimensiuni și compoziții ale punctelor cuantice. În plus, o tehnologie alternativă numită procesul de semănat molecular permite o producție reproductibilă de puncte cuantice de înaltă calitate la scară largă, fără a necesita injecția la temperaturi înalte, prin utilizarea de molecule identice ca situri de nucleație.
O altă metodă pentru producția în masă este sinteza într-un sistem de flux continuu, care a fost ajustată pentru a produce kilograme de nanoparticule semiconductoare bazate pe CdSe.

### Puncte cuantice fără metale grele
Datorită reglementărilor stricte privind utilizarea metalelor grele, au fost dezvoltate puncte cuantice fără cadmiu, care oferă emisii luminoase în regiunea vizibilă și aproape infraroșie. Printre aceste materiale se numără InP/ZnS, CuInS/ZnS, precum și materiale pe bază de Si, Ge și C.
Aceste progrese au permis companiilor să producă în masă puncte cuantice fără cadmiu pentru afișaje electronice, cum ar fi televizoare și tablete, în colaborare cu mari producători de electronice.

## Sănătate și siguranță
Unele puncte cuantice prezintă riscuri pentru sănătatea umană și mediu în anumite condiții. În mod notabil, studiile asupra toxicității punctelor cuantice s-au concentrat în principal pe particule care conțin cadmiu însă efectele acestora nu au fost pe deplin demonstrate în modelele animale la doze fiziologic relevante. Studiile in vitro, bazate pe culturi celulare, sugerează că toxicitatea punctelor cuantice (QD) poate deriva din mai mulți factori, inclusiv caracteristicile lor fizico-chimice (dimensiune, formă, compoziție, grupuri funcționale de suprafață și sarcini de suprafață) și interacțiunea cu mediul. Evaluarea toxicității lor este complexă deoarece include factori precum dimensiunea, sarcina electrică, concentrația, compoziția chimică, stabilitatea oxidativă, mecanică și fotolitică.
Multe studii s-au concentrat pe mecanismele de citotoxicitate ale punctelor cuantice, utilizând culturi celulare model. După expunerea la radiații ultraviolete sau oxidare în prezența aerului, s-a demonstrat că punctele cuantice CdSe eliberează ioni de cadmiu, ceea ce poate cauza moarte celulară. Punctele cuantice din grupa II–VI au fost, de asemenea, raportate că induc formarea speciilor reactive de oxigen (ROS) în urma expunerii la lumină, care pot deteriora proteinele, lipidele și ADN-ul. Totuși, s-a demonstrat că adăugarea unui strat de ZnS pe QD-urile de CdSe reduce formarea speciilor reactive de oxigen, diminuând astfel toxicitatea. În interiorul celulelor, QD-urile pot fi concentrate în organite inaccesibile ionilor metalici, ceea ce duce la modele unice de citotoxicitate față de ionii metalici în sine. Unele studii au raportat prezența punctelor cuantice în nucleul celular, ceea ce ridică îngrijorări privind potențialul de a induce mutații ADN, cu efecte pe termen lung.
Chiar dacă studii in vivo au demonstrat concentrarea punctelor cuantice în anumite organite, nu s-au observat modificări în comportamentul animalelor, greutatea acestora, markerii hematologici sau deteriorări la nivelul organelor. Aceste descoperiri sugerează că doza intracelulară este un factor determinant important în toxicitatea QD-urilor. Excreția lor prin urină a fost demonstrată în modele animale injectate cu QD-uri CdSe învelite cu ZnS. Deși multe studii raportează retenția punctelor cuantice în celule , procesul de exocitoză al acestora este încă puțin studiat.
În ciuda progreselor semnificative în cercetarea toxicității punctelor cuantice, există încă mari discrepanțe în literatură, iar multe întrebări rămân fără răspuns. Diversitatea acestei clase de materiale face evaluarea toxicității lor extrem de provocatoare. În plus, toxicitatea punctelor cuantice poate varia în funcție de factori de mediu, precum pH-ul, expunerea la lumină și tipul de celule utilizate, astfel că metodele tradiționale de evaluare a toxicității, precum LD50, nu se aplică eficient pentru aceste nanomateriale. Cercetătorii lucrează la adaptarea metodelor existente și la dezvoltarea unor strategii pentru proiectarea de puncte cuantice mai sigure, printre care se numără recent descoperitele puncte cuantice de carbon, care ar putea înlocui punctele cuantice semiconductoare și care au o toxicitate mult redusă.

## Proprietăți optice

Spectre de fluorescență ale punctelor cuantice CdTe de diferite dimensiuni. Punctele cuantice de dimensiuni diferite emit lumină de diferite culori datorită confinării cuantice.

Punctele cuantice sunt deosebit de interesante pentru comunitatea științifică datorită proprietăților lor optice unice, în special ajustabilitatea breșei de bandă interzisă. Când un electron este excitat la banda de conducție, lasă în urmă o vacanță în banda de valență, cunoscută ca gol. Aceste sarcini opuse sunt legate prin interacții Coulombice și formează un exciton. Într-o nanostructură de dimensiuni comparabile cu raza Bohr a excitonului, excitonul este restricționat, ceea ce determină o creștere a breșei de bandă interzisă a materialului. Această dependență poate fi descrisă de modelul Brus.
Deoarece energia de restricționare depinde de dimensiunea punctului cuantic, atât absorbția, cât și emisia de fluorescență pot fi reglate modificând dimensiunea punctului în timpul sintezei. Punctele cuantice mai mari emit lumină roșie (energie mai mică), în timp ce cele mai mici emit lumină albastră (energie mai mare). Durata de viață a fluorescenței este de asemenea influențată de dimensiune: punctele cuantice mai mari au nivele de energie mai apropiate și permit perechilor electron-gol să persiste mai mult.
Pentru a îmbunătăți randamentul cuantic al fluorescenței, punctele cuantice pot fi acoperite cu un material semiconductor cu o breșă de bandă mai mare, ceea ce reduce accesul la căile de recombinare non-radiativă și diminuează recombinarea Auger.

## Aplicații
Punctele cuantice sunt considerate promițătoare pentru diverse aplicații optice datorită coeficientului lor mare de extincție optică și a capacității lor de a răspunde rapid la schimbările în câmpul electromagnetic, cu potențial în dezvoltarea sistemelor complet optice. Aceste proprietăți includ și nelinearități optice ultrarapide, făcându-le potrivite pentru dispozitivele de comunicații optice. De asemenea, funcționează ca tranzistoare cu un singur electron, manifestând fenomenul de blocare Coulombică. În plus, punctele cuantice au fost propuse ca soluții pentru implementarea qubiților în procesarea informației cuantice, dar și ca elemente active în dispozitive termoelectrice.
Dimensiunea ajustabilă a punctelor cuantice este deosebit de atractivă pentru numeroase aplicații. De exemplu, punctele cuantice mai mari au emisii spectrale deplasate către roșu, în timp ce cele mai mici emit în spectrul albastru. Particulele mai mici pot valorifica efecte cuantice mai subtile, precum cuantificarea electronilor și a golurilor (deficitului de electroni).

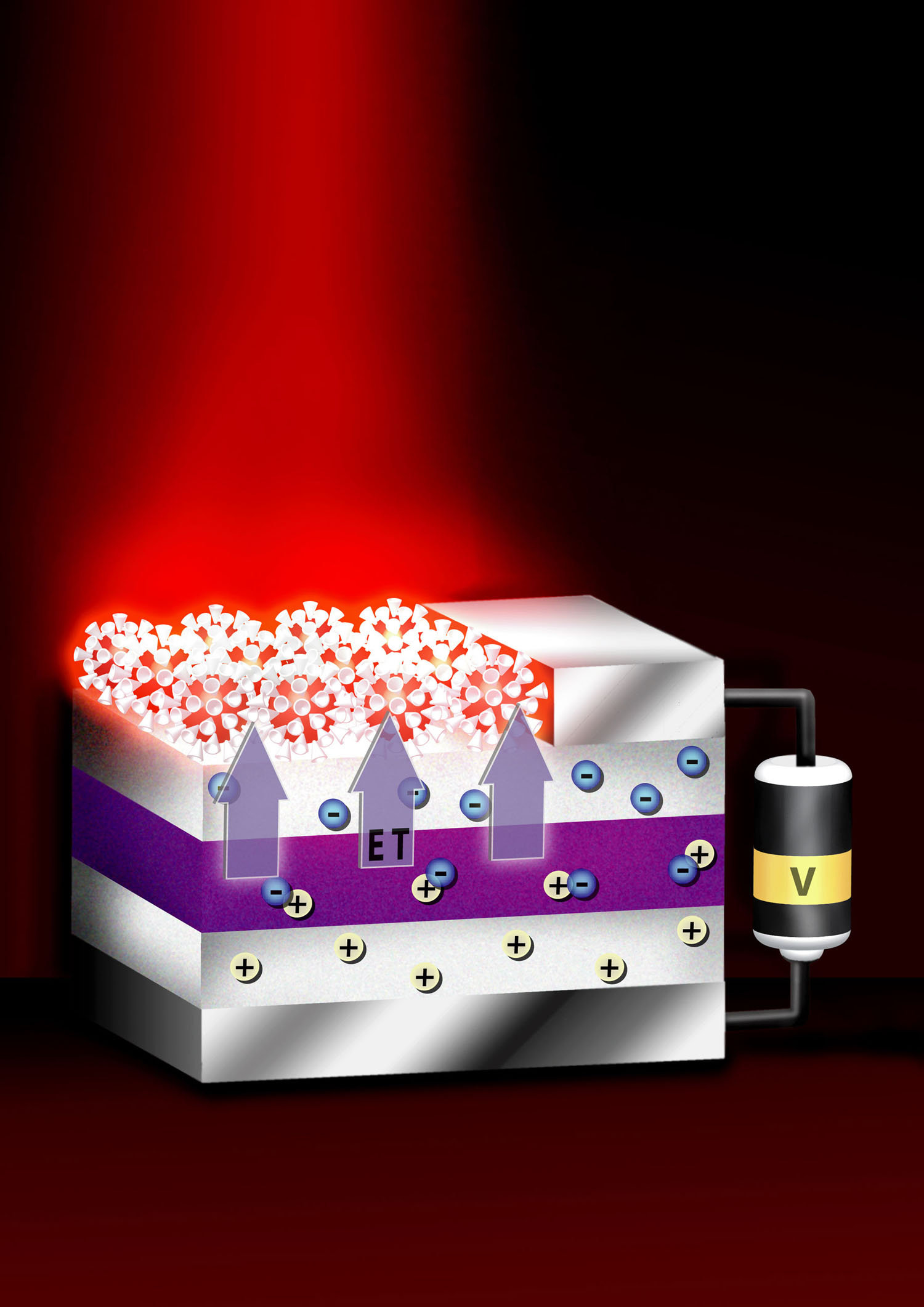
Un dispozitiv care produce lumină vizibilă, prin transfer de energie de la straturi subțiri de puțuri cuantice la cristale deasupra straturilor.

Deoarece sunt structuri zerodimensionale, punctele cuantice au o densitate a stărilor mai pronunțată decât structurile de dimensiuni mai mari, cum ar fi firele cuantice sau foliile. Acest lucru contribuie la proprietățile lor superioare de transport și la performanțele lor optice, făcându-le utile în domenii precum diodele laser, amplificatoarele optice și senzorii biologici. În plus, punctele cuantice pot fi integrate cu nanoparticule de aur, unde acestea sunt excitate de câmpuri electromagnetice locale, amplificând efectele optice precum fotoluminiscența. Aceste proprietăți le fac ideale pentru aplicații de codificare optică și multiplexare datorită excitației lor largi și spectrelor de emisie înguste și simetrice.
Nanocristalele de CdSe s-au dovedit a fi fotosensibilizatori eficienți pentru stările de triplet ale moleculelor. Aceasta permite extracția energiei din punctele cuantice și transferul ei în soluții lichide, ceea ce deschide noi posibilități în aplicații precum terapia fotodinamică, celulele fotovoltaice și cataliză.

### Biologie
În biologie, punctele cuantice s-au dovedit a fi superioare coloranților fluorescenți organici tradiționali datorită luminozității ridicate și stabilității fotodegradative, fiind de 20 de ori mai strălucitoare și de 100 de ori mai stabile decât raportorii fluorescenți tradiționali. Totuși, clipirea neregulată (intermitența luminozității) este un dezavantaj. Recent, s-au dezvoltat puncte cuantice fără acest comportament, făcându-le utile în urmărirea particulelor unice.
Punctele cuantice sunt utilizate în imagistica celulară datorită fotostabilității lor și capacității de a obține imagini detaliate de înaltă rezoluție. De asemenea, permit urmărirea în timp real a celulelor și moleculelor, oferind informații valoroase despre procesele biologice pe termen lung. Pot fi legate de anticorpi, streptavidină, peptide, ADN sau liganzi specifici pentru a ținti proteine sau celule specifice. Au fost observate și în studiile in vivo în ganglionii limfatici ai șoarecilor timp de peste patru luni.
Punctele cuantice au și proprietăți antibacteriene, putând ucide bacteriile într-un mod dependent de doză, afectând funcția antioxidantă a celulelor bacteriene sau deteriorând direct peretele celular. Aceste nanoparticule au fost eficiente împotriva bacteriilor Gram-pozitive și Gram-negative.
Punctele cuantice pot prezenta toxicitate in vivo, în special în cazul nanocristalelor de CdSe, care eliberează ioni toxici de cadmiu în medii biologice atunci când sunt expuse la radiații UV. Însă, punctele cuantice încapsulate în straturi protectoare de polimeri sau hidrogel au demonstrat o toxicitate mult mai scăzută în absența expunerii la UV. În prezent, se cunosc puține detalii despre modul în care sunt eliminate din organism aceste puncte cuantice, iar siguranța lor pe termen lung rămâne subiect de cercetare.
Metodele recente au îmbunătățit livrarea punctelor cuantice în celule fără a afecta viabilitatea acestora, permițând detectarea și urmărirea acestora la nivel molecular. Punctele cuantice sunt investigate și pentru potențialul lor în detectarea intraoperatorie a tumorilor prin spectroscopie de fluorescență, o tehnică ce poate ajuta la identificarea precisă a marginilor tumorale.

### Dispozitive fotovoltaice

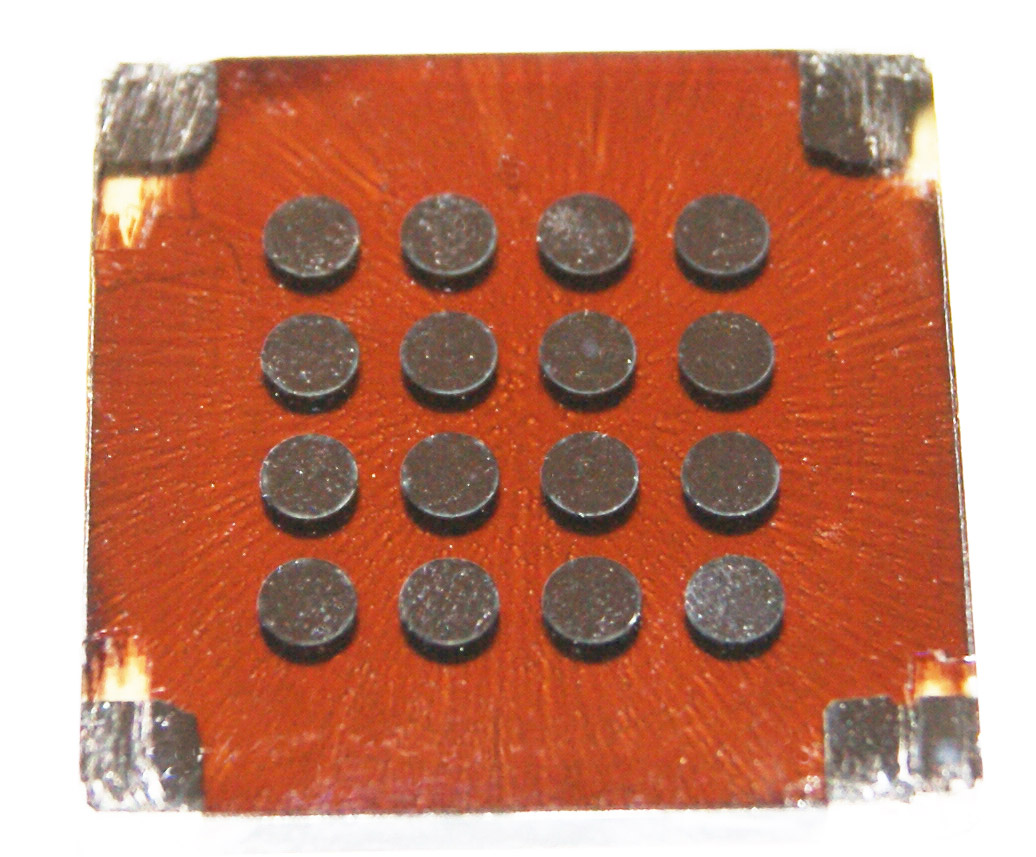
Celulă solară cu puncte cuantice turnată prin centrifugare construită de Grupul Sargent de la Universitatea din Toronto. Discurile metalice de pe suprafața frontală sunt conexiunile electrice la straturile de dedesubt.

Punctele cuantice sunt apreciate pentru spectrul de absorbție ajustabil și coeficientul ridicat de extincție, ceea ce le face atractive pentru tehnologii de captare a luminii, cum ar fi celulele fotovoltaice. Acestea au potențialul de a crește eficiența și de a reduce costurile celulelor fotovoltaice convenționale din siliciu. Conform unui raport experimental din 2004, punctele cuantice de seleniură de plumb (PbSe) ot genera mai mult de un exciton dintr-un singur foton de înaltă energie prin procesul de multiplicare a purtătorilor (MEG - Multiple Exciton Generation). Aceasta se compară favorabil cu celulele fotovoltaice actuale, care gestionează în general un singur exciton per foton de înaltă energie, pierzând energia cinetică sub formă de căldură. De asemenea, stările fundamentale cuantificate ale punctelor cuantice coloidale (cum ar fi sulfura de plumb, PbS) incorporate în semiconductori gazdă cu breșă de bandă mai largă (de exemplu, perovskitul) pot permite generarea de curent fotovoltaic din fotoni cu energie sub breșa de bandă interzisă a gazdei, printr-un proces de absorbție din două fotoni, oferind o abordare numită „bandă intermediară” (IB) pentru a valorifica o gamă mai largă a spectrului solar, având ca rezultat o eficiență fotovoltaică mai mare.

#### Celule solare cu puncte cuantice unice
Celulele solare cu puncte cuantice unice utilizează monostraturi autoasamblate aromatice (SAM), precum acidul 4-nitrobenzoic, pentru a îmbunătăți alinierea benzilor la electrozi, ceea ce duce la eficiențe mai bune. Această tehnică a atins o eficiență record de conversie a energiei (PCE) de 10,7%. SAM-ul este plasat între joncțiunea peliculei de puncte cuantice coloidale (CQD) ZnO–PbS, modificând alinierea benzilor prin momentul dipolar al moleculei SAM constitutive, iar ajustarea benzilor poate fi influențată de densitate, dipol și orientarea moleculei SAM.

#### Puncte cuantice în celule solare hibride
Punctele cuantice coloidale sunt utilizate și în celulele solare hibride anorganice-organice. Aceste celule sunt atractive datorită potențialului de fabricare la costuri reduse și a eficiențelor relativ ridicate. Încercările de integrare a oxidului de metal, cum ar fi ZnO, TiO2 și nanomateriale Nb2O5, în fotovoltaicele organice au fost realizate prin procese de fabricație roll-to-roll. O eficiență de conversie a energiei de 13,2% a fost raportată pentru celulele solare hibride bazate pe nanofire de siliciu (Si) și PEDOT.

#### Puncte cuantice cu nanofire în celulele solare
O altă aplicație potențială implică nanofire de ZnO monocristaline, acoperite cu puncte cuantice de CdSe, imersate în acid mercaptopropionic ca mediu de transport pentru goluri, utilizate în celule solare sensibilizate cu puncte cuantice. Morfologia nanofirelor permite electronilor să aibă un traseu direct către fotoanodă, ceea ce contribuie la eficiențe interne cuantice de 50-60%. Utilizarea nanofirelor de siliciu (SiNW) îmbunătățește proprietățile de reflexie ale siliciului, iar combinația acestora cu puncte cuantice de carbon a dus la o celulă solară cu o PCE de 9,10%.

### Diode electroluminiscente
Punctele cuantice sunt utilizate pentru a îmbunătăți designul existent al diodei electroluminiscente (LED), inclusiv display-urile cu diode electroluminiscente cu puncte cuantice (QD-LED sau QLED) și display-urile albe cu puncte cuantice (QD-WLED). Punctele cuantice emit în mod natural lumină monocromatică, ceea ce le face mai eficiente decât sursele de lumină care necesită filtre colorate. QD-LED-urile pot fi fabricate pe substraturi de siliciu, permițând integrarea în circuite integrate bazate pe siliciu.

### Afișaje cu puncte cuantice

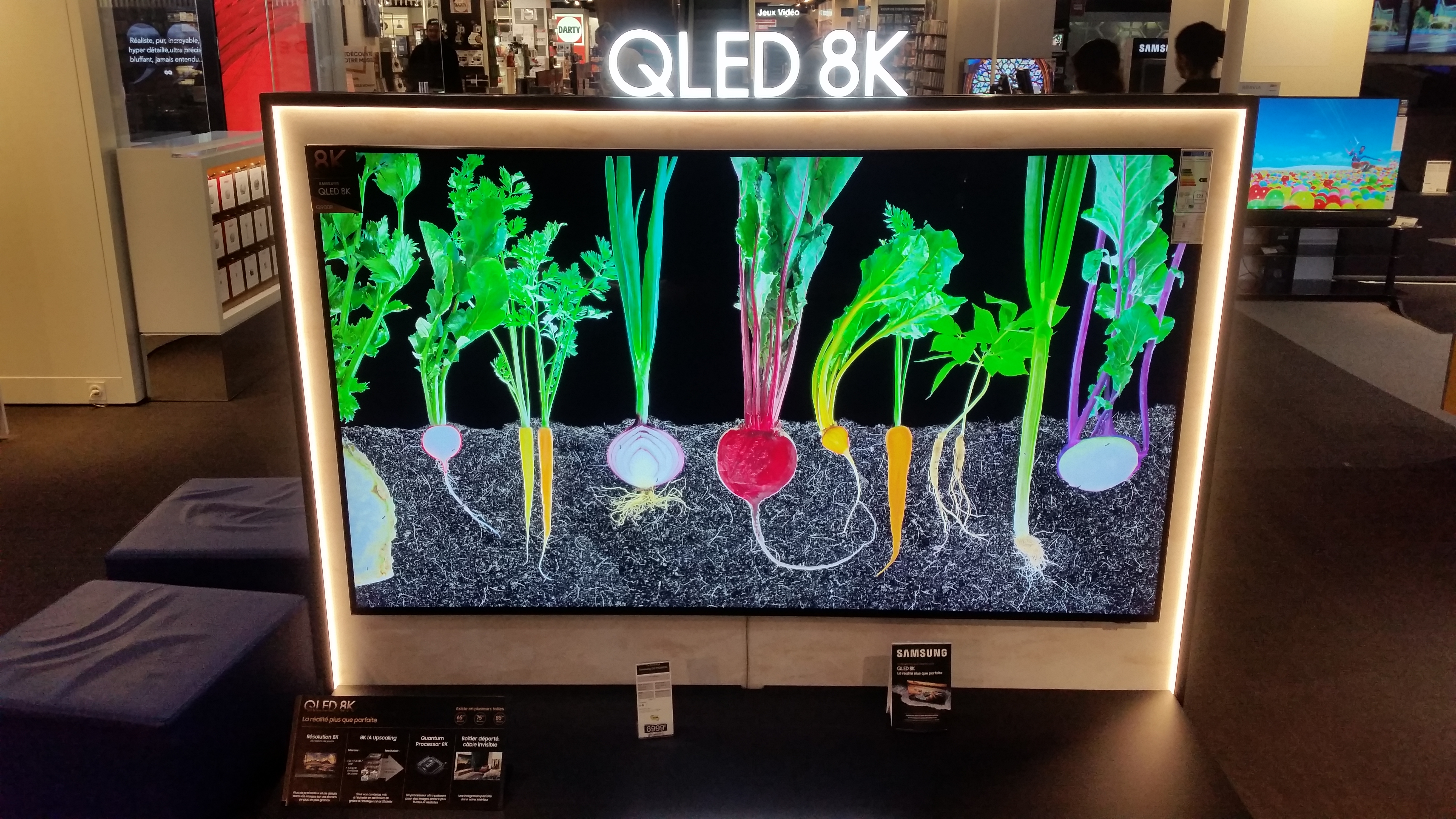
Samsung QLED TV 8K,

Afișajele cu puncte cuantice folosesc LED-uri albastre ca surse de lumină, iar lumina emisă este convertită în lumină verde și roșie pură de către punctele cuantice, oferind o gamă de culori mai precisă și mai eficientă energetic. Afișajele LCD convenționale folosesc de obicei iluminare din spate prin lămpi fluorescente sau LED-uri albe, dar afișajele cu puncte cuantice optimizează eficiența prin generarea directă a culorilor necesare.

### Dispozitive fotodetectoare
Fotodetectoarele cu puncte cuantice (QDP) pot fi fabricate fie prin procesare din soluție, fie din semiconductori convenționali monocristalini. QDP-urile convenționale din semiconductori monocristalini nu pot fi integrate cu electronica organică flexibilă din cauza incompatibilității condițiilor de creștere. În schimb, QDP-urile procesate din soluție pot fi integrate cu diverse substraturi și procesate ulterior peste circuite integrate. Aceste QDP-uri coloidale au aplicații potențiale în camerele cu lumină vizibilă și infraroșu, viziune artificială, inspecție industrială, spectroscopie și imagistica biomedicală fluorescentă.

### Fotocatalizatori
Punctele cuantice pot funcționa și ca fotocatalizatori pentru conversia chimică a apei în hidrogen prin iluminare, reprezentând o soluție pentru captarea energiei solare. În fotocataliză, perechile electron-gol formate prin excitația benzii interzise generează reacții de oxido-reducere în lichidul din jur. Activitatea fotocatalitică a punctelor cuantice este influențată de dimensiunea particulelor și de gradul de confinare cuantică, având în vedere că banda interzisă determină energia chimică stocată în starea excitată. Un obstacol în utilizarea punctelor cuantice în fotocataliză este prezența surfactanților pe suprafața acestora, care pot interfera cu reactivitatea chimică prin încetinirea proceselor de transfer de masă și de electroni. În plus, punctele cuantice realizate din calcogenuri metalice pot fi chimic instabile în condiții oxidative și pot suferi reacții de fotocoroziune.

## Teorie
Punctele cuantice sunt descrise teoretic ca entități punctiforme sau de dimensiune zero (0D). Majoritatea proprietăților lor depind de dimensiunile, forma și materialele din care sunt realizate. Punctele cuantice prezintă proprietăți termodinamice diferite față de materialele în vrac, inclusiv o scădere a punctului de topire. Proprietățile optice ale punctelor cuantice metalice sferice sunt bine descrise de teoria împrăștierii Mie.

## Confinarea cuantică în semiconductori

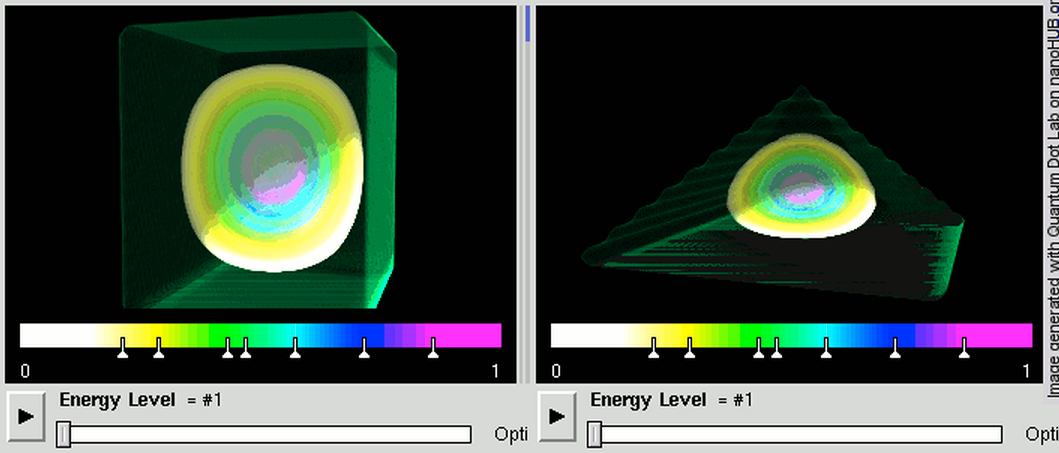
Funcțiile de undă electronice 3D confinate într-un punct cuantic. Aici sunt prezentate puncte cuantice de formă dreptunghiulară și triunghiulară. Stările de energie din punctele dreptunghiulare sunt mai mult de tip s și p. Cu toate acestea, în punctul triunghiular, funcțiile de undă sunt amestecate din cauza simetriei de confinare.

Nivelele de energie ale unei singure particule într-un punct cuantic pot fi prezise utilizând modelul particulei într-o cutie, unde energiile stărilor depind de dimensiunea cutiei. În cazul unui exciton dintr-un punct cuantic, există și interacțiunea Coulomb între electronul încărcat negativ și golul încărcat pozitiv. Comparând dimensiunea punctului cuantic cu raza Bohr a excitonului, se pot defini trei regimuri. În „regimul de confinare puternică”, raza punctului cuantic este mult mai mică decât raza Bohr a excitonului, ceea ce face ca energia de confinare să domine interacțiunea Coulomb. În „regimul de confinare slabă”, punctul cuantic este mai mare decât raza Bohr a excitonului, iar energia de confinare este mai mică decât interacțiile Coulomb dintre electron și gol. Regimul în care raza Bohr a excitonului și potențialul de confinare sunt comparabile este numit „regimul de confinare intermediară”.

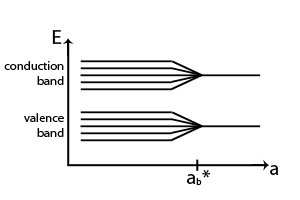
Despărțirea nivelelor de energie pentru puncte cuantice mici din cauza efectului de confinare cuantică. Axa orizontală reprezintă raza sau dimensiunea punctelor cuantice, iar a_{b}* este raza Bohr a excitonului.

Energia benzii interzise
Banda interzisă poate deveni mai mică în regimul de confinare puternică, pe măsură ce nivelele de energie se despart. Raza Bohr a excitonului poate fi exprimată astfel:
{\displaystyle a_{\rm {B}}^{*}=\varepsilon _{\rm {r}}\left({\frac {m}{\mu }}\right)a_{\rm {B}}}
unde aB = 0,053 nm este raza Bohr, m este masa, μ este masa redusă și εr este constanta dielectrică dependentă de dimensiune (permitivitatea relativă). Acest lucru duce la creșterea energiei totale de emisie (suma nivelurilor de energie în benzile interzise mai mici în regimul de confinare puternică este mai mare decât nivelurile de energie din benzile interzise ale nivelurilor originale în regimul de confinare slabă) și la emisia la diverse lungimi de undă. Dacă distribuția dimensiunii punctelor cuantice nu este suficient de bine definită, convoluția mai multor lungimi de undă de emisie este observată ca un spectru continuu.
Energia de confinare
Excitonul poate fi modelat folosind modelul particulei într-o cutie. Electronul și golul pot fi văzute ca un atom de hidrogen în modelul Bohr, cu nucleul de hidrogen înlocuit de un gol de sarcină pozitivă și o masă de electron negativă. Astfel, nivelele de energie ale excitonului pot fi reprezentate ca soluția modelului particulei în cutie la nivelul fundamental (n = 1), cu masa înlocuită de masa redusă. Prin urmare, variind dimensiunea punctului cuantic, energia de confinare a excitonului poate fi controlată.
Energia excitonului legat
Există o atracție Coulomb între electronul încărcat negativ și golul încărcat pozitiv. Energia negativă asociată acestei atracții este proporțională cu energia lui Rydberg și invers proporțională cu pătratul constantei dielectrice dependente de dimensiune a semiconductorului. Când dimensiunea cristalului semiconductor este mai mică decât raza Bohr a excitonului, interacțiunea Coulomb trebuie modificată pentru a se adapta situației.
Prin urmare, suma acestor energii poate fi reprezentată de ecuația Brus:
{\displaystyle {\begin{aligned}E_{\textrm {confinare}}&={\frac {\hbar ^{2}\pi ^{2}}{2a^{2}}}\left({\frac {1}{m_{\rm {e}}}}+{\frac {1}{m_{\rm {h}}}}\right)={\frac {\hbar ^{2}\pi ^{2}}{2\mu a^{2}}}\\[6px]E_{\textrm {exciton}}&=-{\frac {1}{\varepsilon _{\rm {r}}^{2}}}{\frac {\mu }{m_{\rm {e}}}}R_{y}=-R_{y}^{*}\\[6px]E&=E_{\textrm {banda-interzisa}}+E_{\textrm {confinare}}+E_{\textrm {exciton}}\\&=E_{\textrm {banda-interzisa}}+{\frac {\hbar ^{2}\pi ^{2}}{2\mu a^{2}}}-R_{y}^{*}\end{aligned}}}
unde μ este masa redusă, a este raza punctului cuantic, me este masa electronului liber, mh este masa golului, iar εr este constanta dielectrică dependentă de dimensiune.
Deși ecuațiile de mai sus au fost derivate utilizând presupuneri simplificatoare, ele sugerează că tranzițiile electronice ale punctelor cuantice vor depinde de dimensiunea lor. Aceste efecte de confinare cuantică sunt evidente doar sub o dimensiune critică; particulele mai mari nu prezintă acest efect. Efectul confinării cuantice asupra punctelor cuantice a fost verificat experimental în mod repetat și reprezintă o caracteristică cheie a multor structuri electronice emergente.
Interacțiunea Coulomb dintre purtătorii confinați poate fi, de asemenea, studiată prin mijloace numerice atunci când se urmăresc rezultate neconstrânse de aproximări asimptotice.
Pe lângă confinarea în toate cele trei dimensiuni (adică un punct cuantic), alți semiconductori confinați cuantic includ:
- Fire cuantice, care confinează electronii sau golurile în două dimensiuni spațiale și permit propagarea liberă în a treia.
- Puțuri cuantice, care confinează electronii sau golurile într-o dimensiune și permit propagarea liberă în două dimensiuni.

### Modele
Există o varietate de cadre teoretice pentru a modela proprietățile optice, electronice și structurale ale punctelor cuantice. Acestea pot fi împărțite în mod larg în mecanica cuantică, semiclasice și clasice.

### Mecanica cuantică
Modelele și simulările mecanicii cuantice ale punctelor cuantice implică adesea interacțiunea electronilor cu un pseudopotențial sau o matrice aleatorie.

#### Semiclasice
Modelele semiclasice ale punctelor cuantice încorporează frecvent un potențial chimic. De exemplu, potențialul chimic termodinamic al unui sistem cu N particule este dat de:
{\displaystyle \mu (N)=E(N)-E(N-1)}
ale căror termeni energetici pot fi obținuți ca soluții ale ecuației Schrödinger. Definiția capacitanței:
{\displaystyle {\frac {1}{C}}\equiv {\frac {\Delta V}{\Delta Q}}}
cu diferența de potențial
{\displaystyle \Delta V={\frac {\Delta \mu }{e}}={\frac {\mu (N+\Delta N)-\mu (N)}{e}}}
poate fi aplicată unui punct cuantic cu adăugarea sau eliminarea unor electroni individuali, unde
{\displaystyle \Delta N=1\quad {\text{and}}\quad \Delta Q=e}
Apoi,
{\displaystyle C(N)={\frac {e^{2}}{\mu (N+1)-\mu (N)}}={\frac {e^{2}}{I(N)-A(N)}}}
este capacitanța cuantică a unui punct cuantic, unde I(N) este potențialul de ionizare și A(N) este afinitatea electronică a sistemului cu N particule.

#### Mecanica clasică
Modelele clasice ale proprietăților electrostatice ale electronilor din punctele cuantice sunt similare în natură cu problema Thomson de distribuire optimă a electronilor pe o sferă unitară.
Tratarea electrostatică clasică a electronilor confinați în puncte cuantice sferice este similară cu tratarea lor în modelul atomic Thomson.
Tratarea clasică a punctelor cuantice bidimensionale și tridimensionale arată un comportament de umplere a învelișurilor electronice. Un „tabel periodic al atomilor artificiali clasici” a fost descris pentru punctele cuantice bidimensionale. De asemenea, au fost raportate mai multe conexiuni între problema tridimensională Thomson și tiparele de umplere a straturilor electronice găsite în atomii naturali din tabelul periodic. Această lucrare a avut originea în modelarea electrostatică clasică a electronilor într-un punct cuantic sferic reprezentat de o sferă dielectrică ideală.

## Istorie
De mii de ani, sticlarii au fost capabili să producă sticlă colorată prin adăugarea diferitelor prafuri și elemente sub formă de pulbere, cum ar fi argint, aur și cadmiu, și prin experimentarea cu diferite temperaturi pentru a obține nuanțe diverse de sticlă. În secolul al XIX-lea, oamenii de știință au început să înțeleagă cum culoarea sticlei depinde de elementele folosite și de tehnicile de încălzire și răcire. S-a descoperit, de asemenea, că pentru același element și aceeași metodă de preparare, culoarea depinde de dimensiunea particulelor de praf.
Herbert Fröhlich a explorat pentru prima dată, în anii 1930, ideea că proprietățile materialelor pot depinde de dimensiunile macroscopice ale unei particule mici datorită efectelor cuantice de dimensiune.
Primele puncte cuantice au fost sintetizate într-o matrice de sticlă de către Alexei A. Onușcenko și Alexei Ekimov în 1981 la Institutul de Optică de Stat Vavilov și, independent, într-o suspensie coloidală de către echipa lui Louis E. Brus de la Laboratoarele Bell în 1983. Acestea au fost teoretizate pentru prima dată de Alexander Efros în 1982. S-a identificat rapid că modificările optice observate la particulele foarte mici erau cauzate de efecte mecanice cuantice.
Termenul „punct cuantic” a apărut pentru prima dată într-o lucrare al cărei prim autor a fost Mark Reed în 1986. Potrivit lui Brus, termenul „punct cuantic” a fost inventat de Daniel S. Chemla⁠(de)[traduceți] în timp ce lucrau împreună la Laboratoarele Bell.
În 1993, David J. Norris, Christopher B. Murray și Moungi Bawendi de la Institutul de Tehnologie din Massachusetts au raportat o metodă de sinteză prin injectare la cald pentru a produce puncte cuantice reproductibile, cu dimensiuni bine definite și cu o calitate optică ridicată. Această metodă a deschis calea pentru dezvoltarea aplicațiilor tehnologice pe scară largă ale punctelor cuantice în diverse domenii.
Premiul Nobel pentru Chimie 2023 a fost acordat lui Moungi Bawendi, Louis E. Brus și Alexei Ekimov „pentru descoperirea și sinteza punctelor cuantice.”